# Viện Liên hiệp nghiên cứu hạt nhân Dubna
Viện Liên hợp Nghiên cứu Hạt nhân Dubna (tên viết tăt  bằng tiếng Anh là JINR) là một cơ quan nghiên cứu trong lĩnh vực hạt nhân, hạt cơ bản được thành lập năm 1956 tại Dubna (Liên Xô).
Viện được thành lập theo công ước được 11 nước ký ngày 26/03/1956, là một tổ chức nghiên cứu khoa học liên chính phủ trong lĩnh vực vật lý hạt nhân và vật lý hạt cơ bản.Viện được thành lập với mục đích hợp nhất nỗ lực và tiềm lực của các nước thành viên trong nghiên cứu khoa học. 
Các thành tựu chính của JINR cho đến nay là trong lĩnh vực tổng hợp một số các nguyên tố siêu nặng trong bảng tuần hoàn các nguyên tố hóa học Mendeleev. Hội đồng liên minh hóa học lý thuyết và ứng dụng quốc tế (IUPAC) đã phê chuẩn tên Dubnium cho nguyên tố có nguyên tử số 105 - phát hiện đồng thời bởi JINR và phòng thí nghiệm Berkeley, California - Mỹ [https://www.rsc.org/periodic-table/element], tên Flerovium cho nguyên tố có nguyên tử số 114 để vinh danh phòng thí nghiệm phản ứng hạt nhân của JINR và người sáng lập Viện - Viện sĩ G. N. Flerov; tên Moscovium cho nguyên tố có nguyên tử số 115, và tên Organesson cho nguyên tố thứ 118. Điều này là thể hiện công nhận sự đóng góp của Viện JIRN trong công việc tiên phong tổng hợp các nguyên tố siêu nặng.
Việt Nam là nước thứ 12 tham gia từ năm 1982.
1. ↑  "JINR".
2. ↑  "Egypt became full-fledged JINR Member State – Výzkumné infrastruktury".